# François de Mandelot
François de Mandelot né le 29 octobre 1529 à Paris et mort le 23 novembre 1588 à Lyon, est un gouverneur de Lyon.

## Biographie
François de Mandelot est né dans une famille de la petite noblesse. Il est l'un des pages de Jacques de Savoie, duc de Nemours, puis gentilhomme de la Chambre du roi et lieutenant du duc de Nemours. 
Il se marie avec Eleonore, fille d'un général de Normandie dénommé Claude de Robertet. Ils auront une fille unique Marguerite de Mandelot qu'il marie à Charles de Neufville, seigneur d'Alincourt, en 1588, quelques mois avant son décès. 

## Carrière militaire
Il se distingue lors du siège de Metz en 1552 et participe aux guerres d'Italie contre Charles Quint en 1555 . Il est nommé lieutenant du roi à Lyon en septembre 1568.

## Gouverneur de Lyon de 1571 à 1588

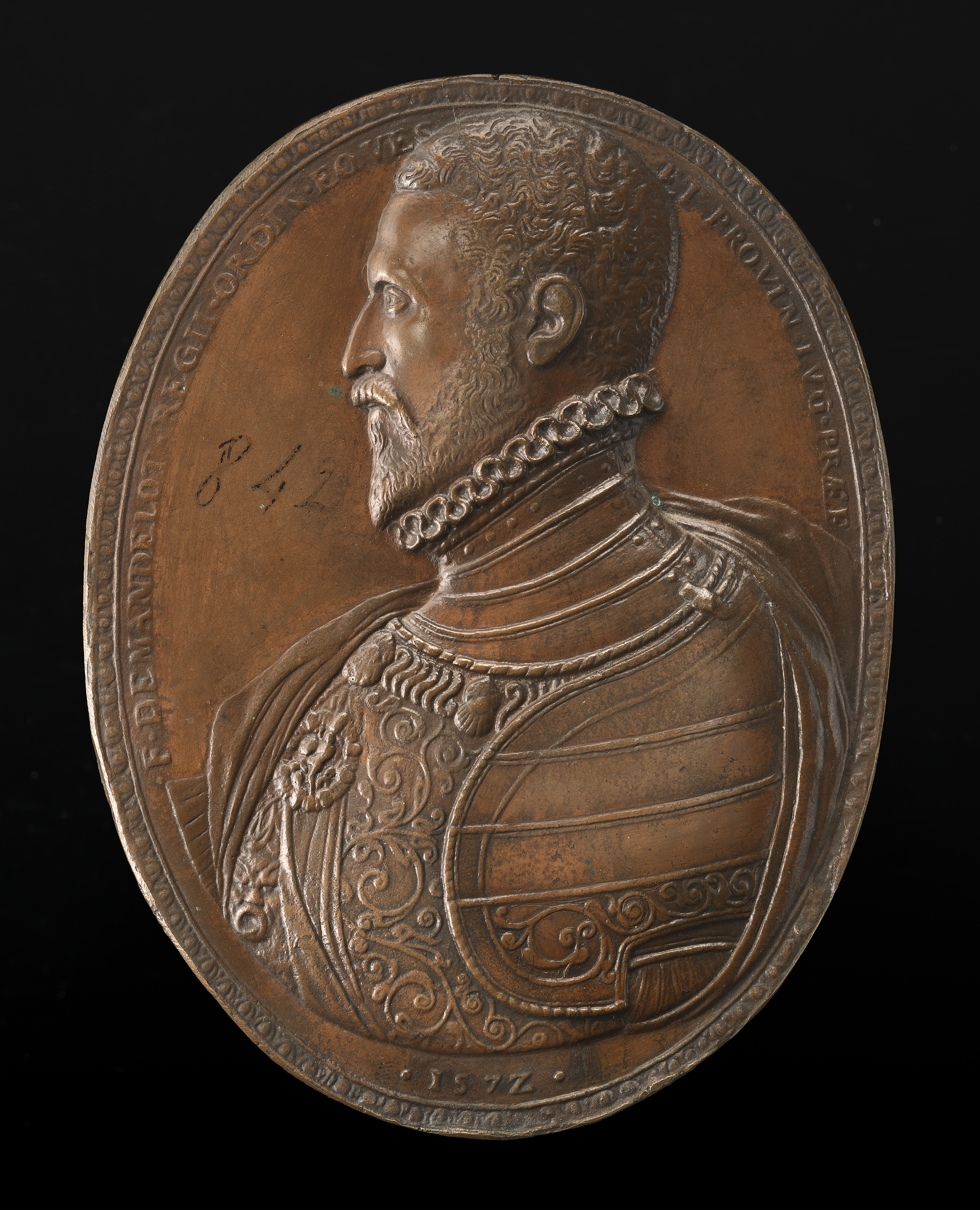
Médaille représentant François de Mandelot. National Gallery of Art

En 1571, sur la recommandation du duc de Nemours qui occupe ce poste, il est nommé gouverneur de Lyon. Il gouverne pendant vingt ans à Lyon, jusqu'à sa mort en 1588. 
Mandelot vit à Lyon et se révèle un bon administrateur qui défend les intérêts de la ville, sans penser à s'enrichir personnellement.
En 1572, les Vêpres lyonnaises mettent fin aux guerres de Religion par un massacre de protestants que Mandelot laisse faire.
Ce gouverneur est apprécié, car il s'efforce de maintenir la ville dans  une paix relative, malgré les guerres incessantes, les épidémies de peste (1577, 1580, 1581) et le poids de la fiscalité.  
Il jouit de la confiance du roi Henri III qu'il sait conseiller fidèlement.
En vertu de cette confiance, le roi joint la province du Forez à celle du Lyonnais et du Beaujolais dont Mandelot assure la gouvernance. Sa gestion de la ville, au moyen d'une assemblée réunissant le Consulat, la sénéchaussée, l'archevêché et les notables de Lyon, permet une prise de décision concertée.
Marco de Pavari, gentilhomme de la république de Venise qui écrivit un des premiers traités d'équitation, y fut son écuyer.
François de Mandelot meurt le 23 novembre 1588, à Lyon. Son gendre, Charles de Neufville, n'ayant que 22 ans, il ne sera nommé gouverneur de Lyon qu'en 1608.